# Sæby
Sæby è un centro abitato danese situato sulla costa orientale della penisola dell'isola di Vendsyssel-Thy nella regione dello Jutland Settentrionale. 
Fa parte del comune di Frederikshavn e si trova circa 12 km a sud di Frederikshavn, capoluodo del comune,  e circa 50 km nord-est di Aalborg.

## Storia
Fu fondata in corrispondenza dell'estuario di un piccolo corso d'acqua chiamato Sæby Å. Nel 1475 vi fu fondato un monastero da cui il centro abitato prese il nome, veniva infatti chiamato Mariested. Nel 1524 vennero accordati i diritti di mercato, solo dopo la Riforma protestante si consolidò l'uso del nome Sæby.
Nel XVI secolo la cittadina era florida per merito della pesca delle aringhe e dei commerci ma verso la fine del secolo il progressivo insabbiamento del porto e il sorgere di commerci abusivi più a nord, nella località di Fladstrand (l'attuale Frederikshavn) iniziarono a provocare il declino dell'area che proseguì quando a Fladstrand venne accordato un regime di esenzione dai dazi.
Il calo della pesca fu determinante per il declino della cittadina, che nel XVIII vide un consistente declino della popolazione a favore della vicina Fladstrand.
Il porto attuale risale alla metà del XIX secolo, fino al 1890 quando Sæby venne collegata alla rete ferroviaria l'attività principale della popolazione era la pesca. Il collegamento ferroviario determinò una pur minima industrializzazione, la contemporanea scoperta di una sorgente di acqua ferrosa a la costruzione di un hotel per le cure fecerò favorirono l'incremento del turismo.
Nel XIX secolo Sæby divenne per la letteratura ciò che la più settentrionale Skagen fu per la pittura. Numerosi letterati vi trascorrevano infatti periodi di villeggiatura, tra questi Henrik Ibsen, Sophus Schandorph, Holger Drachmann, Gustav Wied, Herman Bang. Quest'ultimo vi ambientò il suo romanzo impressionista Sommerglæder (1902).

## Monumenti e luoghi di interesse
La Sæby Kirke, ora protestante, era inizialmente annessa ad un monastero carmelitano, vi si trovano degli affreschi medievali. Lo stemma cittadino ricorda il passato cattolico. 
Nel 2001 è stata inaugurata la statua Fruen fra Havet ispirata all'omonima opera di Ibsen e opera della scultrice norvegese Marit Benthe Norheim.
Nella via centrale della cittadina chiamata Algade e caratterizzata da case a graticcio si trova un piccolo museo ospitato da un signorile edificio storico ex residenza di un commerciante locale.